# Amoea chlorops
Amoea chlorops är en insektsart som först beskrevs av Blanchard in Blanchard och Gaspard Auguste Brullé 1845.  Amoea chlorops ingår i släktet Amoea och familjen fjärilsländor. Inga underarter finns listade i Catalogue of Life.